# Pravasi Bharatiya Samman
De Pravasi Bharatiya Samman (Buitenlandse Indiase Eer) is een prijs van het Indiase ministerie van Buitenlandse Zaken op de Pravasi Bharatiya Divas (Niet-inwonende Indiërs Dag). De prijs wordt door de president van India toegekend die een buitengewone en nuttige bijdrage hebben geleverd in hun vakgebied. In 2016 verdubbelde de Indiase regering het aantal onderscheidingen naar dertig en werd de frequentie gewijzigd van jaarlijks naar tweejaarlijks.

## Onderscheidingen
Onderscheidingen van mensen uit België, het koninkrijk Nederland en Suriname waren voor:
- 2021: Eugene Rhuggenaath, premier Curaçao
- 2021: Chan Santokhi, president Suriname
- 2017: Antwerp Indian Association
- 2014: Rabin Baldewsingh, Nederlands politicus, schrijver, dichter en filmmaker
- 2011: Wahid Saleh, Indiaas-Nederlander actief voor Indiase diaspora
- 2009: Ram Lakhina, Indiaas-Nederlander actief voor Indiase diaspora